# إيرول براون (مغني)
إيرول براون (بالإنجليزية: Errol Brown)‏ هو مغني وكاتب أغاني بريطاني، ولد في 12 نوفمبر 1948 في كينغستون في جامايكا، وتوفي في 6 مايو 2015 في باهاماس بسبب سرطان الكبد.

## وصلات خارجية
- الموقع الرسمي
- إيرول براون على موقع IMDb (الإنجليزية)
- إيرول براون على موقع ميوزك برينز (الإنجليزية)
- إيرول براون على موقع أول ميوزيك (الإنجليزية)
- إيرول براون على موقع ديسكوغز (الإنجليزية)
- إيرول براون على موقع قاعدة بيانات الفيلم (الإنجليزية)